# Ghiacciaio McClinton
Il ghiacciaio McClinton (in inglese McClinton Glacier) è un ghiacciaio situato sulla costa di Walgreen, nella parte orientale della Terra di Marie Byrd, in Antartide. Il ghiacciaio, il cui punto più alto si trova 400 m s.l.m., fluisce in direzione nord-est a partire dalla cime Jenkins e scorre tra la cresta Klinger e la parte meridionale della penisola Martin, fino ad andare ad alimentare la piattaforma glaciale Dotson.

## Storia
Il ghiacciaio McClinton è stato mappato dallo United States Geological Survey grazie a ricognizioni terrestri dello stesso USGS e a fotografie aeree scattate dalla marina militare statunitense (USN) nel periodo 1959-1967; esso è stato poi così battezzato dal Comitato consultivo dei nomi antartici in onore di Racie A. McClinton, Jr., della USN, ingegnere di volo a bordo di un Lockheed LC-130 Hercules facente parte della squadriglia VX-6, che prese parte a nove consegne facenti parte dell'Operazione Deep Freeze nel 1977.